# Bububu
Bububu est une ville tanzanienne de Zanzibar, située sur l'île d'Unguja.
Selon le recensement du 28 août 2012, Bububu compte 15 666 habitants.